# نفاذية الرصف

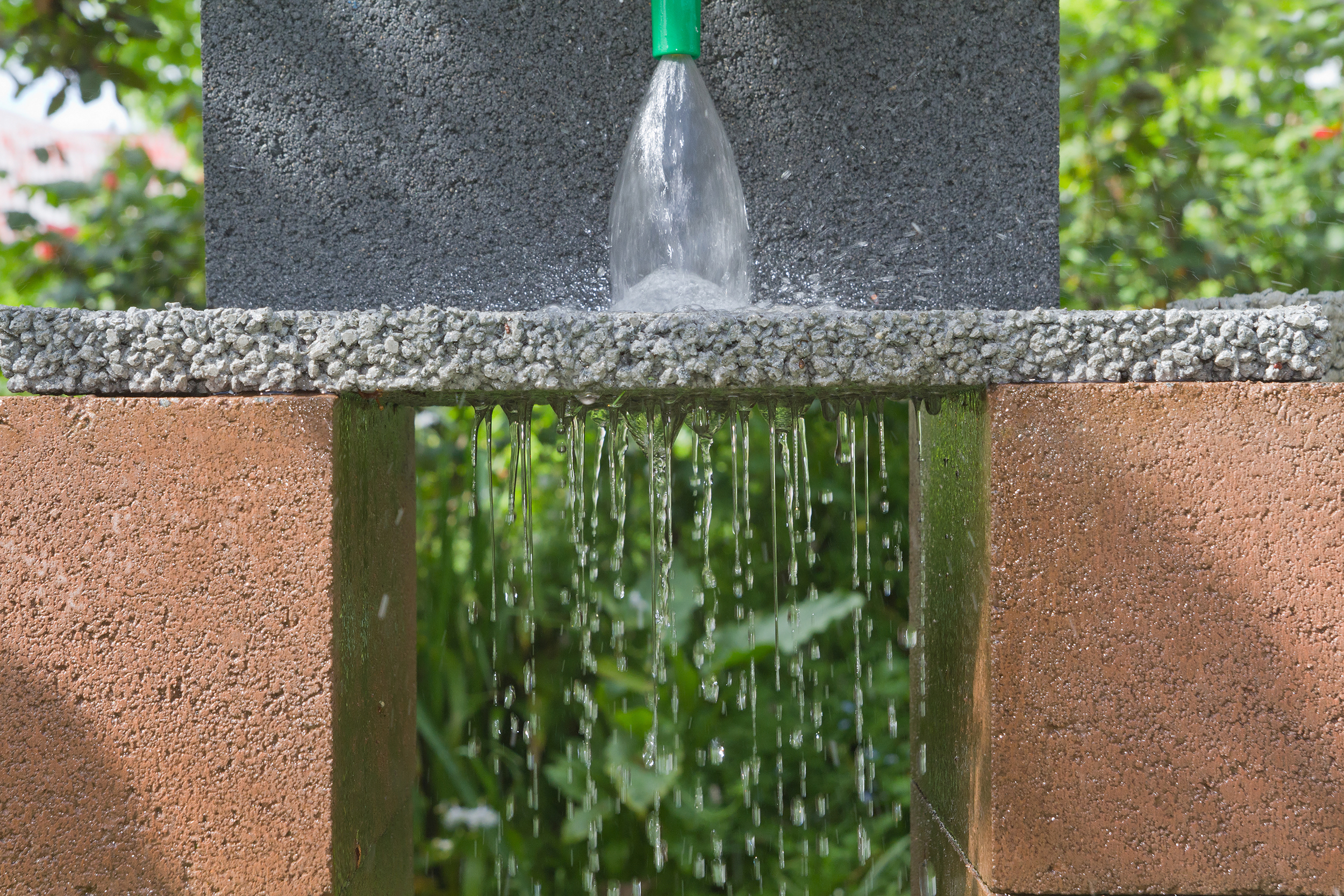
مظاهرة نفاذية الرصف

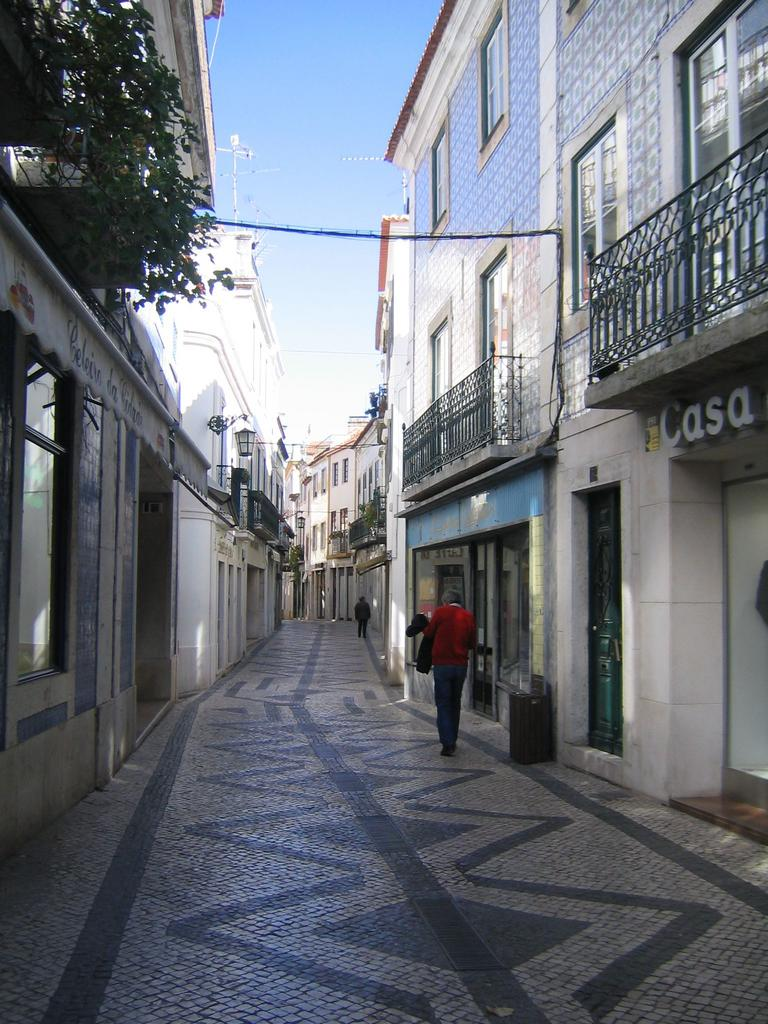
حجارة الرصف في سانتاريم ، البرتغال

الرصف القابل للنفاذ هو وسيلة لرصف مسارات المركبات والمشاة تسمح بتسرب السوائل. في تصميم الرصيف، القاعدة هي الجزء العلوي من الطريق الذي يتلامس فيه المشاة أو المركبات. قد تكون الوسائط المستخدمة لقاعدة الرصف القابلة للاختراق مسامية، للسماح بتدفق السوائل من خلالها، أو الوسائط غير المسامية التي تباعد بحيث يتدفق السائل بين الفجوات.
تشتمل أسطح الأرصفة القابلة للنفاذ عادةً على الخرسانة السابقة والإسفلت المسامي وحجارة الرصف والأرضيات المتشابكة.  عكس مواد الرصف غير المنفّذة التقليدية، تسمح أنظمة الرصف القابلة للنفاذ بمياه الأمطار بأن تتسرب وتتسلل عبر الرصيف وفي الطبقات الكلية و / أو التربة أدناه. بالإضافة إلى تقليل الجريان السطحي ، يمكن لنظم الرصف القابلة للنفاذ أن تحبس المواد الصلبة العالقة، وبالتالي ترشح الملوثات من مياه الأمطار.  الهدف من ذلك هو التحكم في مياه العواصف عند المصدر، والحد من الجريان السطحي وتحسين نوعية المياه عن طريق تصفية الملوثات في الطبقات تحت السطحية.
تصنع أسطح الرصيف المنفذة إما من مادة مسامية تمكن مياه العواصف من التدفق من خلالها أو كتل غير مسامية متباعدة بحيث يمكن أن يتدفق الماء بين الفجوات. تتدفق مياه العواصف وتُخزّن في خزان الحجر الأساسي. يشيع استخدام الرصيف المنفتح على الطرق والمسارات ومواقف السيارات الخاضعة لحركة المرور الخفيفة للمركبات، مثل مسارات الدراجات ومسارات الوصول إلى الخدمات في حالات الطوارئ والطرق والكتفين على الطرق والمطارات والأرصفة السكنية والممرات السكنية.

## الوصف والتطبيقات
قد تكون الوسائط المستخدمة لقاعدة الرصف القابلة للاختراق مسامية، للسماح بتدفق السوائل من خلالها، أو الوسائط غير المسامية التي تباعد بحيث يتدفق السائل بين الفجوات.
بالإضافة إلى تقليل الجريان السطحي، يمكن لرصف نافذ أن يحبس المواد الصلبة العالقة وبالتالي يقوم بتصفية الملوثات من مياه الأمطار. [1] وتشمل الأمثلة الطرق والمسارات ومواقف السيارات التي تخضع لحركة مرور المركبات الخفيفة، مثل مسارات الدراجات ومسارات الوصول إلى الخدمة أو الطوارئ والطوارئ على الطرق والمطارات والأرصفة السكنية والممرات السكنية.
على الرغم من أن بعض مواد الرصف التي يسهل اختراقها تبدو غير قابلة للتمييز تقريبًا عن المواد غير المسامية، إلا أن آثارها البيئية مختلفة نوعًا سواء أكانت خرسانية سابقة أو خرسانية مسامية أو أحجار رصف أو رصف خرساني أو قائم على البلاستيك، فإن كل أنظمة الرصف هذه القابلة للنفاذ تسمح لمياه العواصف بأن تتسرب وتتسلل إلى المناطق السطحية، متجاوزة المواد غير التقليدية تقليديًا إلى التربة أدناه.
والهدف من ذلك هو التحكم في مياه العواصف عند المصدر، والحد من الجريان السطحي وتحسين نوعية المياه عن طريق تصفية الملوثات في طبقات الطبقة التحتية.
تعتبر رصف الحشائش وشبكات تقوية العشب البلاستيكي (PTRG) ، والخلايا الأرضية ( أنظمة الحبس الخلوي ) أنظمة خلوية ثلاثية الأبعاد لشبكة قرص العسل، مصنوعة من بلاستيك HDPE ذي الجدران الرقيقة أو سبائك البوليمر الأخرى. توفر هذه التعزيزات العشب، وتحقيق الاستقرار في الأرض والاحتفاظ بالحصى. يعزز الهيكل ثلاثي الأبعاد من نقل ونقل الأحمال الرأسية من السطح، وتوزيعها على مساحة أوسع. يعتمد اختيار نوع الشبكة الخلوية إلى حد ما على المادة السطحية وحركة المرور والأحمال. يتم تثبيت الشبكات الخلوية على طبقة أساسية معدة من الأحجار المفتوحة الدرجات (تباعد أعلى الفراغ) أو الحجر الهندسي (أقوى). قد تكون الطبقة السطحية مضغوطة على الحصى أو التربة السطحية مع الحشائش والأسمدة. بالإضافة إلى دعم الحمل، تقلل الشبكة الخلوية من ضغط التربة للحفاظ على النفاذية، في حين تعمل الجذور على تحسين النفاذية بسبب قنوات الجذر الخاصة بها. 

## الإيجابيات

### إدارة الجريان السطحي
أثبتت أسطح الرصف القابلة للنفاذ أنها فعالة في إدارة الجريان السطحي من الأسطح المعبدة .   كميات كبيرة من الجريان السطحي في المناطق الحضرية تسبب تآكلًا شديدًا وتربة في المسطحات المائية السطحية . توفر الرواسب القابلة للنفاذ سطحًا صلبًا قويًا، قويًا بما يكفي لتحمل الأحمال الثقيلة، مثل المركبات الكبيرة، بينما تسمح في الوقت نفسه بتصفية المياه من خلال السطح والوصول إلى التربة الأساسية، محاكية امتصاص الأرض الطبيعي.  يمكن أن تقلل من الفيضانات في اتجاه مجرى النهر وتآكل تآكل الضفة، والحفاظ على التدفقات الأساسية في الأنهار للحفاظ على الاستدامة الذاتية للنظم الإيكولوجية. تكافح الرواسب القابلة للنفاذ أيضًا التآكل الذي يحدث عندما يكون العشب جافًا أو ميتًا، وذلك باستبدال المساحات العشبية في البيئات الحضرية والسكنية. 

### السيطرة على الملوثات
تبقي أسطح الرصف القابلة للاختراق الملوثات في مكانها في التربة أو المواد الأخرى الموجودة على الطريق، وتتيح تسرب المياه لإعادة شحن المياه الجوفية مع منع مشاكل تآكل التيار.
فهي تلتقط المعادن الثقيلة التي تسقط عليها، وتمنعها من الغسل في مجرى النهر وتتراكم عن غير قصد في البيئة.
في الفراغات الخالية، تهضم الكائنات الدقيقة التي تحدث بشكل طبيعي زيوت السيارات، تاركة القليل من ثاني أكسيد الكربون والماء.
عادة ما يكون تسلل مياه الأمطار أقل من ذلك الموجود في الرصيف غير المنضبط مع مرفق منفصل لإدارة مياه العواصف في مكان ما أسفل المجرى.

### الأشجار
قد تمنح الأرصفة النفاذة الأشجار الحضرية مساحة تأصيل تحتاجها لتنمو إلى الحجم الكامل. تجمع قاعدة رصيف «التربة الهيكلية» بين الركام الهيكلي والتربة. سطح مسامي يعترف بالهواء والماء الحيوي لمنطقة التجذير. هذا يدمج البيئة الصحية والمدن المزدهرة، مع مظلة شجرة المعيشة أعلاه، وحركة المرور على الأرض، وجذور شجرة حية أدناه. لم يتم إثبات فوائد النفاذية على نمو الأشجار الحضرية بشكل قاطع، وقد لاحظ العديد من الباحثين أن نمو الأشجار لا يزداد إذا تم ضغط مواد البناء قبل تثبيت الأرصفة القابلة للنفاذ.  

## السلبيات

### مجلدات الجريان السطحي
تم تصميم الأرصفة المنفصلة لتحل محل المناطق غير الفعالة، وليس لإدارة مياه الأمطار من الأسطح غير المنضبطة الأخرى في الموقع. يجب أن يكون استخدام هذه التقنية جزءًا من نظام إدارة الموقع الكلي لمياه الأمطار، وليس بديلاً عن التقنيات الأخرى.
خلال حدث العاصفة الكبيرة، يمكن أن يرتفع منسوب المياه أسفل الرصيف المسامي إلى مستوى أعلى، مما يمنع امتصاص الأمطار في الأرض. يتم تخزين بعض الماء الإضافي في قاعدة صخور التصريف المفتوحة / المسحوقة، ويبقى حتى يمكن للطبقة الفرعية امتصاص الماء. بالنسبة للتربة القائمة على الصلصال أو غيرها من أنواع التربة المنخفضة التي لا تستنزف، من المهم زيادة عمق قاعدة صخور الصرف المكسرة للسماح بسعة إضافية للمياه أثناء انتظار تسللها.
أفضل طريقة لمنع هذه المشكلة هي فهم معدل تسرب التربة، وتصميم الرصيف وعمق الأساس لتلبية حجم الماء. أو السماح لمياه الأمطار الكافية بالجري في مرحلة تصميم الرصيف.

### تحميل الملوثات
الجريان السطحي عبر بعض استخدامات الأراضي قد يصبح ملوثًا، حيث تتجاوز تركيزات الملوثات تلك الموجودة عادة في مياه الأمطار. تشمل هذه «النقاط الساخنة» مشاتل المصانع التجارية، ومرافق إعادة التدوير ، ومحطات الوقود ، والتخزين الصناعي، والمراسي ، وبعض منشآت التحميل في الهواء الطلق، وساحات الأشغال العامة، ومولدات المواد الخطرة (إذا تعرضت الحاويات لهطول الأمطار) ، ومناطق خدمة وصيانة المركبات، والمركبات ومعدات الغسيل والتنظيف بالبخار المرافق. نظرًا لأن الأرصفة المسامية هي ممارسة تسلل، فلا ينبغي تطبيقها في المناطق الساخنة بمياه العواصف بسبب احتمال تلوث المياه الجوفية. يجب منع جميع جريان المياه الملوثة من دخول أنظمة تصريف العواصف البلدية باستخدام أفضل ممارسات الإدارة (BMPs) للصناعة أو النشاط المحدد. 

### أحجام الوزن وحركة المرور
تختلف المصادر المرجعية حول ما إذا كانت أحجام حركة المرور المنخفضة أو المتوسطة والأوزان مناسبة للأرصفة المسامية.
على سبيل المثال، حول أرصفة تحميل الشاحنات ومناطق الحركة التجارية المرتفعة، يُشار إلى الرصيف المسامي أحيانًا بأنه غير مناسب.
ومع ذلك، بالنظر إلى تباين المنتجات المتاحة، والعدد المتزايد من المنشآت الموجودة في أمريكا الشمالية والبحث المستهدف من قبل كل من المصنعين ووكالات المستخدم، يبدو أن نطاق التطبيقات المقبولة آخذ في التوسع.
طورت بعض شركات رصف الخرسانة منتجات خاصة بالتطبيقات الصناعية. توجد أمثلة عملية في قاعات الإطفاء، ومواقف السيارات المزدحمة بمجمعات البيع بالتجزئة، وعلى الطرق العامة والخاصة، بما في ذلك التقاطعات في أجزاء من أمريكا الشمالية مع ظروف الشتاء القاسية جدًا.

### التكلفة
قدرت بعض التقديرات تكلفة الرصف النفذي بمعدل ضعفين أو ثلاثة أضعاف تكلفة رصف الإسفلت التقليدي. ومع ذلك، يمكن أن يؤدي استخدام الرصف القابل للنفاذ إلى تقليل تكلفة توفير أكبر أو أكثر من مياه الأمطار في الموقع، وينبغي مراعاة هذه الوفورات في أي تحليل للتكاليف.
بالإضافة إلى ذلك، تاريخياً، تم تجاهل تكاليف الأثر البيئي خارج الموقع لعدم تخفيض أحجام مياه العواصف والتلوث في الموقع أو إسنادها إلى مجموعات أخرى (حدائق الحكومة المحلية والأشغال العامة وميزانيات الاستعادة البيئية، وفقدان مصائد الأسماك، إلخ). تدرس أولمبيا بواشنطن استخدام الخرسانة السابقة عن كثب وتجد أن لوائح مياه الأمطار الجديدة تجعلها بديلاً قابلاً للتطبيق لمياه الأمطار.

## أنواع الطرق القابلة للنفاذ

### شبكات بلاستيكية
تسمح الشبكات البلاستيكية لنظام مسامي بنسبة 100 ٪ باستخدام أنظمة الشبكة الهيكلية لاحتواء وتثبيت إما الحصى أو العشب. تأتي هذه الشبكات في مجموعة متنوعة من الأشكال والأحجام حسب الاستخدام ؛ من المسارات إلى مواقف السيارات التجارية.
لقد تم استخدام هذه الأنظمة بسهولة في أوروبا لأكثر من عقد من الزمان، ولكنها تكتسب شعبية في أمريكا الشمالية بسبب متطلبات الحكومة للعديد من المشاريع لتلبية معايير البناء البيئي. نظام الشبكة البلاستيكية شائع أيضًا لدى مالكي المنازل بسبب انخفاض تكلفة التثبيت وسهولة التركيب وبراعة.

### الخرسانة
الخرسانة  متاحة على نطاق واسع، ويمكن أن تحمل حركة مرور متكررة، ويمكن الوصول إليها عالميا. تعتمد جودة الخرسانة على معرفة وخبرة المثبت.

### نفاذية طوب الطين
نفاذية طوب الطين يتم إطلاق وحدات من الطوب الطيني بمساحات مفتوحة قابلة للاختراق بين الوحدات.
توفر أرضيات الصلصال سطحًا متينًا يتيح لجريان مياه الأمطار أن يتخلل المفاصل.

### راتنج ملزمة الرصف
راتنج ملزمة الرصف هي مزيج من الموثق الراتنج والركام. يستخدم الراتنج الشفاف لتغليف كل الجسيمات بالكامل قبل وضعها.
يتم استخدام راتنجات كافية للسماح لكل جزء من الجسيمات بالالتصاق ببعضها البعض مع ترك فراغات حتى تتخلل المياه.
يوفر الرصف المرتبط بالراتنج سطحًا قويًا ومتينًا مناسبًا لحركة مرور المشاة والمركبات في التطبيقات مثل الممرات  ومواقف السيارات والطرق المؤدية إليها.

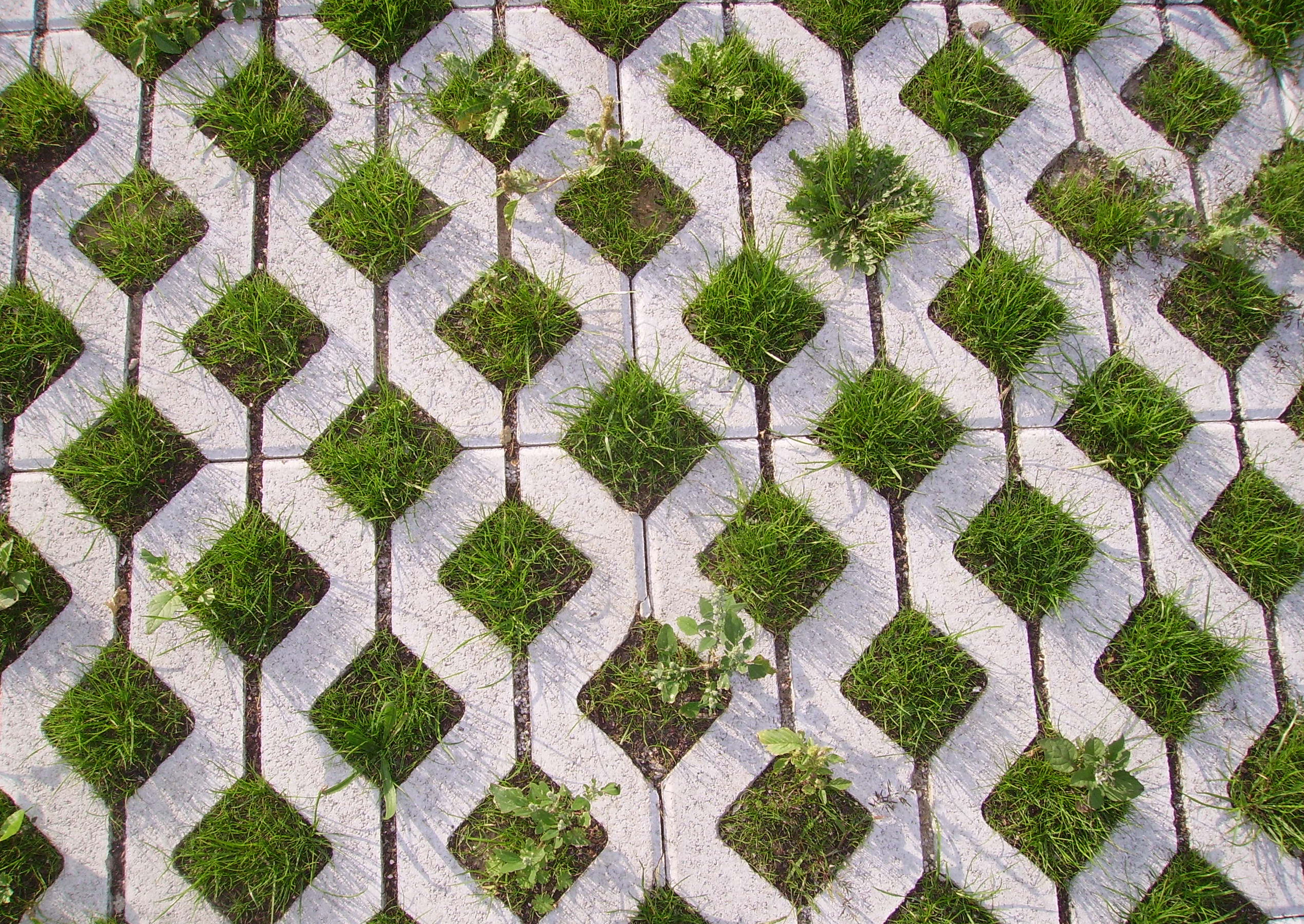
رصيف العشب

### العشب المسامي
العشب المسامي، إذا تم بناؤه بشكل صحيح، يمكن استخدامه لمواقف السيارات من حين لآخر مثل الكنائس والملاعب. يمكن استخدام شبكات تعزيز العشب البلاستيكية لدعم الحمل المتزايد.  :2  يتخلل العشب الحي المياه، ويواجه بنشاط «جزيرة الحرارة» بما يبدو أنه حديقة خضراء مفتوحة.

### زجاج معاد التدوير
رصيف مسامي من الزجاج المعاد تدويره مرتبط بالبلاستيك يتألف من زجاج معالج بعد الاستهلاك مع مزيج من الراتنجات والأصباغ والجرانيت وعوامل التجليد. يتم التخلص من حوالي 75 في المائة من الزجاج في الولايات المتحدة في مدافن النفايات.  

## روابط خارجية
- الصرف المستدام: مراجعة للمواد المنشورة عن أداء مكونات SUDS المختلفة - بحوث صناعة البناء والمعلومات Assn. (المملكة المتحدة)
- أنظمة الرصف و SuDS - Interpave ، جمعية الرصف والخرسانة الجاهزة سابقة الصب (المملكة المتحدة)
- الملاحظة الفنية 14D - أرصفة طوب الطين القابلة للنفاذ - رابطة صناعة الطوب (الولايات المتحدة)
- دليل تقييم تصميم برنامج تطوير التقنيات المستدامة (أونتاريو، كندا)